# Compus de șase prisme decagonale
În geometrie compusul de șase prisme decagonale este un compus poliedric uniform realizat dintr-un aranjament simetric de 6 prisme decagonale, aliniate într-un aranjament cu axele de simetrie de rotație cu cinci poziții ale unui dodecaedru (Ih).
Are indicele de compus uniform UC40.

## Mărimi asociate

### Coordonate carteziene
Coordonatele carteziene ale vârfurilor acestui compus sunt toate permutările ciclice ale
{\displaystyle \left(\,\pm {\sqrt {\frac {\varphi ^{-1}}{\sqrt {5}}}},\,\pm 2\varphi ,\,\pm {\sqrt {\frac {\varphi }{\sqrt {5}}}}\,\right)}
{\displaystyle \left(\,\pm \left({\sqrt {\frac {\varphi ^{-1}}{\sqrt {5}}}}-\varphi ^{2}\right),\,\pm 1,\,\pm \left({\sqrt {\frac {\varphi }{\sqrt {5}}}}+\varphi \right)\,\right)}
{\displaystyle \left(\,\pm \left({\sqrt {\frac {\varphi ^{-1}}{\sqrt {5}}}}-\varphi \right),\,\pm \varphi ^{2},\,\pm \left({\sqrt {\frac {\varphi }{\sqrt {5}}}}+1\right)\,\right)}
{\displaystyle \left(\,\pm \left({\sqrt {\frac {\varphi ^{-1}}{\sqrt {5}}}}+\varphi \right),\,\pm \varphi ^{2},\,\pm \left({\sqrt {\frac {\varphi }{\sqrt {5}}}}-1\right)\,\right)}
{\displaystyle \left(\,\pm \left({\sqrt {\frac {\varphi ^{-1}}{\sqrt {5}}}}+\varphi ^{2}\right),\,\pm 1,\,\pm \left({\sqrt {\frac {\varphi }{\sqrt {5}}}}-\varphi \right)\,\right)}
unde {\displaystyle \varphi ={\frac {1+{\sqrt {5}}}{2}}} este secțiunea de aur.

### Volum
Următoarea formulă pentru volum V este stabilită pentru lungimea laturilor tuturor poligoanelor (care sunt regulate) a:
{\displaystyle V=15{\sqrt {5+2{\sqrt {5}}}}\,a^{3}\approx 46,165253~a^{3}.}